# Símbols de Nova Escòcia
La província canadenca de Nova Escòcia ha establert diversos símbols provincials
| Símbol                            | Nom                                | Imatge                           | Adopció                     | Observacions |
| --------------------------------- | ---------------------------------- | -------------------------------- | --------------------------- | --- |
| Escut d'armes                     | Escut d'armes de Nova Escòcia      | Escut d'armes de Nova Escòcia    | 1625                        | Va ser atorgat a la Reial Província de Nova Escòcia pel rei Carles I d'Anglaterra en suport per esforç colonial britànic a la part continental canadenca. a la base es troba la flor nacional, la flor de maig o "May flower", entrellaçada amb el card escocès, va afegir-se el 1929.                                                                        |
| Motto                             | Munit haec et altera vincit        |                                  | 1625                        | Un defensa i l'altre guanya. |
| Bandera                           | Bandera de Nova Escòcia            | Bandera de Nova Escòcia          | 1858, reinstaurada el 1929. | Creada el 1858, Està formada per l'escut d'armes, atorgat a la colònia escocesa el 1625 pel rei Carles I d'Anglaterra i d'Escòcia, sobre un sautor blau damunt un camp blanc. |
| Crest                             | The House of Assembly Crest        |                                  |                             | Deriva de l'Escut d'armes amb l'afegit de la corona de Sant Eduard situada a la part superior de l'escut. |
| Flor                              | Flor de maig o "Mayflower"         | trailing arbutus                 | 1901                        | El 1901 per l'Acta de legislatura, l'Epigaea repens, coneguda comunament com a flor de maig o mayflower, va ser declarada Flor Provincial de Nova Escòcia i que ho havia estat des de temps immemorials. Es tracta d'un arbust de la família Ericaceae que es troba des de Terranova fins a Florida, a l'oest fins a Kentucky i els territoris del Nord-oest. |
| Arbre                             | Avet vermell Picea rubens          | Red Spruce                       | 1988                        | Es tracta d'una conífera (Picea rubens) de la família Pinaceae nativa de l'est de Nord-amèrica, des del Quebec fins a Nova Escòcia, i des del sud de Nova Anglaterra en les muntanyes Adirondack i els Apalaches a l'oest de Carolina del Nord. L'avet vermell representa la força i la versatilitat de la gent de Nova Escòcia.                              |
| Fruita del bosc                   | Nabiu silvestre                    | Nabiu                            | 1996                        | Nadiu de Nova Escòcia, és una de les cinc províncies on és possible conrealr-lo. fou declarada fruita provincial l'11 de gener de 1996 |
| Ocell                             | Àguila peixatera                   | Osprey                           | 1994                        | Aquest rapinyaire (Pandion haliaetus) es pot veure en zones costaneres, ja que cacen peixos a les badies, llacs i rius. Fou declarat ocell provincial el 1994. |
| Gos                               | Retriever de Nova Escòcia          | Retriever de Nova Escòcia        | 1995                        | Raça de gos de caça originària de la regió de Nova Escòcia. Fou declarat gos provincial el 1995. |
| Cavall                            | Cavall de Sable Island             | Cavall de Sable Island           | 2008                        | Hom afirma que els seus avantpassats van ser supervivents de nàufragis davant les costes de Nova Escòcia, mentre que d'altres creuen que van ser portats pels vikings, per John Cabot, o per exploradors portuguesos o acadians. Fou declarat cavall provincial el 2008.                                                                                      |
| Peix                              | Truita de rierol                   | Truita Brook                     | 2006                        | Fou declarat peix provincial el 23 de novembre de 2006. |
| Gemma                             | Àgata                              | Àgata                            | 1999                        | La varietat més abundant es troba en corrents de basalt que formen els espectaculars turons al voltant de la badia de Fundy. Fou declarada gemma provincial el 23 de novembre de 1999. |
| Mineral                           | Estilbita                          |                                  | 1999                        | Abundant al llarg de la badia de Fundy. Fou declarat mineral provincial el 23 de novembre de 1999. |
| Fòssil                            | Hylonomus                          | Hylonomus                        | 2002                        | Els fòssils d'Hylonomus han estat trobats en els penya-segats fossilífers de Joggins, Nova Escòcia. El geòleg Sir William Dawson fou el primer en descobrir-lo a mitjans del 1800. Fou declarat fòssil provincial el 2002. |
| Ambaixador marítim                | Bluenose II                        | Bluenose II                      |                             | És una rèplica de la goleta Bluenose (1921–1946) i un digne homenatge a la seva predecessora. |
| Tartà                             | Blau, blanc, verds, vermell i groc | Tartà de Nova Escòcia            | 1955                        | El tartà de Nova Escòcia va ser el primer tartà provincial al Canadà i va ser aprovat pel Lord Lyon King of Arms. El blau i el blanc representen la mar, els verds els boscos, el vermell el lleó reial de l'Escut d'armes i el groc està per la històrica Carta Reial de la província.                                                                       |
| Maça cerimonial                   | Maça de Nova Escòcia               |                                  | 1930                        | És l'antic símbol de l'autoritat reial, delegada a Nova Escòcia en la House of Assembly. |
| Logotip                           | Programa d'identitat visual        |                                  | 1996                        | El símbol és usat pels diferents departaments del govern de Nova Escòcia i la majoria de les agències i comissions per a publicitat, exposicions i com a forma visual consistent en la qual la província s'hi identifica. |
| Ordres, condecoracions i medalles | Ordre de Nova Escòcia              | cinta de l'Ordre de Nova Escòcia | 2002                        | L'Ordre de Nova Escòcia és l'honor civil més alt de Nova Escòcia. La medalla té la forma d'unaflor de maig de cinc pètals, al cor de la flor hi ha l'escut dels Braços de Nova Escòcia i està coronat per la corona de Sant Eduard. Fou establerta el 2002.                                                                                                   |